# Simpsonville (Carolina del Sud)
Simpsonville és una població dels Estats Units a l'estat de Carolina del Sud. Segons el cens del 2000 tenia 14.352 habitants.

## Demografia
Segons el cens del 2000, Simpsonville tenia 14.352 habitants, 5.391 habitatges i 4.021 famílies. La densitat de població era de 890,9 habitants/km².
Dels 5.391 habitatges en un 39,9% hi vivien nens de menys de 18 anys, en un 58,6% hi vivien parelles casades, en un 11,9% dones solteres, i en un 25,4% no eren unitats familiars. En el 20,9% dels habitatges hi vivien persones soles el 4,9% de les quals corresponia a persones de 65 anys o més que vivien soles. El nombre mitjà de persones vivint en cada habitatge era de 2,66 i el nombre mitjà de persones que vivien en cada família era de 3,09.
Per edats la població es repartia de la següent manera: un 28,4% tenia menys de 18 anys, un 8,2% entre 18 i 24, un 34,4% entre 25 i 44, un 21,6% de 45 a 60 i un 7,5% 65 anys o més.
L'edat mediana era de 34 anys. Per cada 100 dones de 18 o més anys hi havia 94,6 homes.
La renda mediana per habitatge era de 47.223 $ i la renda mediana per família de 52.043 $. Els homes tenien una renda mediana de 38.680 $ mentre que les dones 26.394 $. La renda per capita de la població era de 21.139 $. Entorn del 5,2% de les famílies i el 6,1% de la població estaven per davall del llindar de pobresa.

## Poblacions més properes
El següent diagrama mostra les poblacions més properes.